# Julian Lautenschlager
Julian Lautenschlager (* 29. Juli 1996 in Regensburg) ist ein deutscher Eishockeyspieler, der seit Mai 2023 beim EC Bad Nauheim in der DEL2 unter Vertrag steht und dort auf der Position des rechten Flügelstürmers spielt. Zuvor war Lautenschlager unter anderem bereits für die Iserlohn Roosters in der Deutschen Eishockey Liga (DEL) aktiv.

## Karriere
Julian Lautenschlager begann seine Eishockeykarriere in seiner Heimatstadt beim EV Regensburg. Er durchlief alle Nachwuchsmannschaften und feierte mit dem U18-Team im Jahr 2012 die Meisterschaft in der Jugend-Bundesliga. In der Saison 2013/14 kam er zu seinen ersten Einsätzen im Seniorenbereich, als er in die Oberliga-Mannschaft des EV Regensburg berufen wurde. Anfang 2014 wechselte der Stürmer zur Düsseldorfer EG, für die er – wie schon mit seinem Heimatklub – in der Deutschen Nachwuchsliga (DNL) spielte. Per Förderlizenz konnte er zudem einzelne Spiele für die Moskitos Essen in der Oberliga absolvieren, die ihn März 2016 fest verpflichteten. In der Saison 2017/18 erzielte der Angreifer in der Hauptrunde 46 Scorerpunkte in 41 Partien und weitere neun Punkte in acht Playoff-Begegnungen. 
Im Mai 2018 wurde Lautenschlager von den Iserlohn Roosters aus der Deutschen Eishockey Liga (DEL) verpflichtet. Per Förderlizenz konnte er in der Spielzeit 2018/19 noch einmal 13 Spiele für Essen absolvieren, während er in der DEL in seiner Debütsaison zunächst torlos blieb. Im Spieljahr 2019/20 steigerte der Angreifer seine Punkteausbeute deutlich. Mit 13 Punkten, darunter fünf Tore, war er der drittbeste deutsche Scorer der Roosters. Diese Leistung konnte er im Folgejahr mit nur noch zwei Punkten nicht bestätigen. Im Mai 2021 wurde sein Vertrag bei den Roosters infolgedessen aufgelöst.
Der Angreifer wechselte zu den Heilbronner Falken in die DEL2. Dort gehörte er sofort zu den Topscorern, sodass sein Vertrag schon im Dezember 2021 um zwei weitere Jahre verlängert wurde. Er erreichte mit dem Team das Halbfinale und steuerte selbst fünf Tore in 13 Playoff-Partien bei. In der Saison 2022/23 trat er seltener als Scorer in Erscheinung, was er selbst mit einer Knieverletzung erklärte. Die Falken stiegen in die Oberliga ab und Lautenschlager setzte seine Laufbahn beim EC Bad Nauheim fort. Schon im ersten Heimspiel der DEL2-Saison 2023/24 zog er sich erneut eine Verletzung zu und fiel mehrere Wochen aus. Er absolvierte nur 36 Partien und blieb darin ohne eigenen Torerfolg.

## Erfolge und Auszeichnungen
- 2012 Deutscher Jugendmeister mit dem EV Regensburg

## Karrierestatistik
Stand: Ende der Saison 2024/25
(Legende zur Spielerstatistik: Sp oder GP = absolvierte Spiele; T oder G = erzielte Tore; V oder A = erzielte Assists; Pkt oder Pts = erzielte Scorerpunkte; SM oder PIM = erhaltene Strafminuten; +/− = Plus/Minus-Bilanz; PP = erzielte Überzahltore; SH = erzielte Unterzahltore; GW = erzielte Siegtore; 1 Play-downs/Relegation; Kursiv: Statistik nicht vollständig)